# الغارة الجوية الأمريكية في الباغوز 2019
في 18 مارس 2019، نفذت وحدة عمليات خاصة تسمى تالون أنفيل، التابعة للقوات المسلحة الأمريكية غارة جوية باستخدام طائرة هجومية من طراز F-15E في منطقة الباغوز فوقاني بسوريا، مما أدت إلى مقتل 80 شخصًا، من بينهم 64 مدنيًا. وكانت الضربة واحدة من أكبر الهجمات التي أدت إلى سقوط ضحايا مدنيين في الحرب ضد تنظيم الدولة الإسلامية. تم التستر على الحادث من قبل الجيش الأمريكي، وقد تم الإبلاغ عنه لأول مرة من قبل صحيفة نيويورك تايمز في 14 نوفمبر 2021.

## الهجوم
في 18 مارس 2019، ألقيت طائرة أمريكية من طراز "إف 15 إي" قنبلتين على حشد من الناس، معظمهم من النساء والأطفال، كانوا يحاولون الفرار من القتال على ضفاف نهر الفرات، بالقرب من الحدود السورية العراقية. وقد تم تحديدهم بصفتهم مدنيين بواسطة طائرة أميركية بدون طيار تم تشغيلها من قاعدة العديد الجوية بقطر. وفقًا لتقرير صحيفة نيويورك تايمز إن مشغلي الطائرات من دون طيار في قاعدة العديد الجوية أصيبوا بالدهشة عندما رأوا أول قنبلة تزن 500 رطل أسقطتها الطائرة، ثم أسقطت قنبلة ثانية 2000 رطل على الناجين".
قتل 80 شخصا بينهم مقاتلو تنظيم الدولة الإسلامية. استمر الهجوم 12 دقيقة.
وقد تم تنفيذ الهجوم وتنسيقه من قبل مجموعة عمليات خاصة تابعة للقوات الجوية الأمريكية تسمى تالون أنفيل.

## ما بعد الهجوم
وصف المراقبون المدنيون الذين جاؤوا إلى منطقة الضربة في اليوم التالي العثور على أكوام من النساء والأطفال القتلى.
ونشرت منظمة حقوق الإنسان «الرقة تذبح بصمت» صوراً للجثث ووصفت الغارة بـأنها «مجزرة مروعة». وأكدت الصحيفة أنه جرى التقليل من أعداد القتلى وتأخير التقارير والتخفيف من حدتها وإضفاء طابع السرية عليها، وقامت قوات التحالف بقيادة الولايات المتحدة بتجريف موقع الغارة.

### التستر من قبل الجيش
تم التستر على الحادث من قبل الجيش الأمريكي. وقد أوقف المفتش العام المستقل ومكتب التحقيقات الخاصة بالقوات الجوية التحقيق في القضية. وفقًا لتحقيق نيويورك تايمز، لم يراجع كبار المسؤولين العسكريين في العراق وفلوريدا الضربة، وظل التحقيق مفتوحًا من الناحية الفنية حتى تم الإبلاغ عنها من قبل تايمز. وقال النائب آدم سميث، رئيس لجنة القوات المسلحة في مجلس النواب، لنيويورك تايمز إن «كلا من الحادث والجهود المبذولة للتستر عليه مقلقة للغاية». وقد تذكر الحصيلة العسكرية الرسمية لعام 2019 أن عدد القتلى المدنيين كان 22 مدنياً فقط، دون أن تتضمن حصيلة هجوم الباغوز 2019.

### بعد تقرير نيويورك تايمز
قال مسؤول قانوني أن الهجوم الجوي الذي نتج عنه قتل المدنيين السوريين قد يمثل «جريمة حرب محتملة». في 15 نوفمبر 2021، أمر وزير الدفاع لويد أوستن بإحاطة إعلامية عن الضربة وإدارتها. ووعد لويد أوستن بـ«تعديل» الإجراءات العسكرية وتحميل كبار الضباط المسؤولية عن إلحاق الضرر بالمدنيين، لكنه لم يناقش أي مشاكل منهجية سمحت باستمرار سقوط ضحايا مدنيين في ساحات القتال في سوريا وأفغانستان. كما أنه لم يذكر ما إذا كان«كبار الضباط سيحاسبون». وقالت القيادة المركزية الأمريكية إن الهجوم كان مبررا لأنه قتل مقاتلي تنظيم الدولة الإسلامية.
دعت جماعات حقوق الإنسان إلى إجراء تحقيق مستقل من قبل الكونغرس.
وغرد الرئيس السابق للمعهد العربي الأميركي جيمس زغبي ساخرا من بدء البنتاغون تحقيقه حول المجزرة، وقال «رئيس البنتاغون يأمر بإجراء تحقيق جديد في الغارة الجوية الأميركية التي قتلت العشرات في سوريا! كيف يكون الجاني هو ذاته المحقق؟».